# Fabio Quagliarella
Fabio Quagliarella (n. 31 ianuarie 1983, Castellammare di Stabia, Campania, Italia) este un fotbalist italian retras din activitate, care a jucat pe post de atacant la echipe ca Torino, Sampdoria și Juventus. Pe plan internațional, are prezențe la națională pentru Italia U18⁠(d), Italia U19⁠(d), Italia U20⁠(d), Italia U21⁠(d), Italia și Italia U17⁠(d).

## Cariera la club
Quagliarella și-a început cariera la FC Torino. Și-a făcut debutul în Serie A la Piacenza Calcio pe 14 mai 2000.

## Goluri internaționale
| #  | Data              | Locația                      | Oponent        | Scor | Rezultat | Competiția                                           |
| -- | ----------------- | ---------------------------- | -------------- | ---- | -------- | ---------------------------------------------------- |
| 1. | 6 iunie 2007      | Kaunas, Lituania             | Lituania       | 0–1  | 0–2      | Preliminariile Campionatului European de Fotbal 2008 |
| 2. | 6 iunie 2007      | Kaunas, Lituania             | Lituania       | 0–2  | 0–2      | Preliminariile Campionatului European de Fotbal 2008 |
| 3. | 6 februarie 2008  | Zürich, Elveția              | Portugalia     | 3–1  | 3–1      | Meci amical                                          |
| 4. | 5 iunie 2010      | Geneva, Elveția              | Elveția        | 1–1  | 1–1      | Meci amical                                          |
| 5. | 24 iunie 2010     | Johannesbourg, Africa de Sud | Slovacia       | 3–2  | 3–2      | Campionatul Mondial de Fotbal 2010                   |
| 6. | 7 septembrie 2010 | Florența, Italia             | Insulele Feroe | 4–0  | 5–0      | Preliminariile Campionatului European de Fotbal 2012 |

## Statistici

### Club
La 11 octombrie 2019.
| Club            | Sezon           | Campionat       | Campionat | Campionat | Cupă    | Cupă   | Europa  | Europa | Total   | Total  |
| Club            | Sezon           | Divizie         | Meciuri   | Goluri    | Meciuri | Goluri | Meciuri | Goluri | Meciuri | Goluri |
| --------------- | --------------- | --------------- | --------- | --------- | ------- | ------ | ------- | ------ | ------- | ------ |
| Torino          | 1999–00         | Serie A         | 1         | 0         | 0       | 0      | –       | –      | 1       | 0      |
| Torino          | 2000–01         | Serie B         | 0         | 0         | 0       | 0      | –       | –      | 0       | 0      |
| Torino          | 2001–02         | Serie A         | 4         | 0         | 0       | 0      | –       | –      | 4       | 0      |
| Torino total    | Torino total    | Torino total    | 5         | 0         | 0       | 0      | 0       | 0      | 5       | 0      |
| Fiorentina      | 2002–03         | Serie C2        | 12        | 1         | 0       | 0      | –       | –      | 12      | 1      |
| Chieti          | 2002–03         | Serie C1        | 11        | 2         | 0       | 0      | –       | –      | 11      | 2      |
| Chieti          | 2003–04         | Serie C1        | 32        | 17        | 0       | 0      | –       | –      | 32      | 17     |
| Chieti total    | Chieti total    | Chieti total    | 43        | 19        | 0       | 0      | 0       | 0      | 43      | 19     |
| Torino          | 2004–05         | Serie B         | 36        | 8         | 4       | 2      | –       | –      | 40      | 10     |
| Ascoli          | 2005–06         | Serie A         | 32        | 3         | 0       | 0      | –       | –      | 32      | 3      |
| Sampdoria       | 2006–07         | Serie A         | 35        | 13        | 7       | 1      | –       | –      | 42      | 14     |
| Udinese         | 2007–08         | Serie A         | 37        | 12        | 2       | 0      | –       | –      | 39      | 12     |
| Udinese         | 2008–09         | Serie A         | 36        | 13        | 1       | 0      | 11      | 8      | 48      | 21     |
| Udinese total   | Udinese total   | Udinese total   | 73        | 25        | 3       | 0      | 11      | 8      | 87      | 33     |
| Napoli          | 2009–10         | Serie A         | 34        | 11        | 2       | 0      | –       | –      | 36      | 11     |
| Napoli          | 2010–11         | Serie A         | 0         | 0         | 0       | 0      | 1       | 0      | 1       | 0      |
| Napoli total    | Napoli total    | Napoli total    | 34        | 11        | 2       | 0      | 1       | 0      | 37      | 11     |
| Juventus        | 2010–11         | Serie A         | 17        | 9         | 0       | 0      | 0       | 0      | 17      | 9      |
| Juventus        | 2011–12         | Serie A         | 23        | 4         | 4       | 0      | –       | –      | 27      | 4      |
| Juventus        | 2012–13         | Serie A         | 27        | 9         | 1       | 0      | 7       | 4      | 35      | 13     |
| Juventus        | 2013–14         | Serie A         | 17        | 1         | 2       | 1      | 4       | 2      | 23      | 4      |
| Juventus total  | Juventus total  | Juventus total  | 84        | 23        | 7       | 1      | 11      | 6      | 102     | 30     |
| Torino          | 2014–15         | Serie A         | 34        | 13        | 0       | 0      | 12      | 4      | 46      | 17     |
| Torino          | 2015–16         | Serie A         | 16        | 5         | 2       | 0      | –       | –      | 18      | 5      |
| Torino total    | Torino total    | Torino total    | 91        | 26        | 6       | 2      | 12      | 4      | 109     | 32     |
| Sampdoria       | 2015–16         | Serie A         | 16        | 3         | 0       | 0      | 0       | 0      | 16      | 3      |
| Sampdoria       | 2016–17         | Serie A         | 37        | 12        | 1       | 0      | 0       | 0      | 38      | 12     |
| Sampdoria       | 2017–18         | Serie A         | 35        | 19        | 1       | 0      | 0       | 0      | 36      | 19     |
| Sampdoria       | 2018–19         | Serie A         | 37        | 26        | 2       | 0      | 0       | 0      | 39      | 26     |
| Sampdoria       | 2019–20         | Serie A         | 8         | 1         | 1       | 1      | 0       | 0      | 9       | 2      |
| Sampdoria total | Sampdoria total | Sampdoria total | 164       | 74        | 12      | 2      | 0       | 0      | 180     | 76     |
| Career total    | Career total    | Career total    | 537       | 182       | 30      | 5      | 35      | 18     | 602     | 205    |

1Include Coppa Italia and Coppa Italia Serie C.
2Include UEFA Cup, UEFA Champions League and UEFA Europa League.
3Include Supercoppa Italiana.

## Palmares
Juventus
- Serie A (3): 2011–12, 2012–13, 2013–14
- Supercoppa Italiana (2): 2012, 2013
- Coppa Italia

Finalist: 2012